# Franz Bazzani
Franz Bazzani (* 22. November 1972 in Isola della Scala) ist ein italienischer Komponist und Pianist.
Bazzani studierte am Konservatorium von Verona Klavier bei Fulvio Zanoni (Diplom 1994) und nahm privaten Unterricht bei Leonid Levitsky in Los Angeles. Danach studierte er in Verona Komposition.
Als Pianist spielte er die Uraufführungen mehrerer Werke Francesco Valdambrinis, so Melos II mit der Geigerin Isabella Cavagna und Carme mit der Geigerin Maria Odorizzi, mit der er auch Daniel Obereggers Rapsodia tricordale spielte. 1999 erhielt er einen Kompositionsauftrag des Dichters Sarenco zur Vertonung von vier Liedern für das Festival Voix de la Mediterranée. 2001 nahm er mit der Komposition Fantasia per Violoncello e Pianoforte an der Veranstaltung Arte e cultura nella Verona d'inizio 1900 teil.
Im Rahmen eines Austauschprogramms studierte Bazzani 2004 an der University of Leeds Komposition bei Michael Spencer und Klavier bei Renna Kellaway. 2005 besuchte er an der Accademia Musicale Chigiana in Siena die Kompositions-Sommerkurse von Azio Corghi und Mauro Bonifacio. Außerdem trat er mit Musikern wie Luca Olivieri, Bobby Solo, Bruno Marini, James Burton, Jerry Donahue, Tommy Emmanuel, John Jorgenson, Alan Thomson und Johnny Hiland auf und spielte als Keyboarder der Gruppe Viva Santana! beim Festival Latinoamericando 2005 Werke von Carlos Santana. 2009 nahm er an der Promotiontour für Rudy Rottas Album Blue Inside teil.

## Werke
- Uma ni für Violine oder Klarinette und Klavier, 2001
- Fantasia per Violoncello e Pianoforte, 2001
- Rosalie und Dakar, 3 Lieder für Sopran und Klavier, 1999
- Cailù and Gèodi für Symphonieorchester
- Rumba für Sopransaxophon, Posaune und Klavier
- Pari e Dispari für Klarinette, Trompete, Schlagzeug und Streicher